# Métox (détecteur radar)
Le Métox, appelé ainsi du nom de son fabricant, est l'un des tout premiers détecteurs de radar haute fréquence très sensible construit par une petite entreprise française du Paris sous l’occupation allemande. Cet équipement pouvait détecter les transmissions radars air–sol des patrouilles aériennes alliées. On n'a jamais su si la conception était française, allemande ou les deux. Le Métox était installé sur les sous-marins allemands pendant la Seconde Guerre mondiale à partir de 1942.

## Contexte historique
Dès juillet 1940 les Anglais équipent les avions du Coastal Command du radar d'interception aéroporté RAF Mk II AI pour être utilisé comme radar ASV,. Les faiblesses bien connues de ce type de radar — problèmes liés aux faux échos en provenance du sol et incapacité à déterminer réellement son altitude qui sont à l'origine de beaucoup d'échecs pour les chasseurs de nuit — ne présentent pas d'inconvénients pour ce nouvel emploi. Avec deux échelles de portée, de 0 à 9 miles (0 à 14 km) et de 0 à 36 miles (0 à 58 km), il peut détecter un sous-marin à 8 km, des navires de surface à 20 km et la côte à plus de 100 km. Le radar a un système d'affichage très rudimentaire comparé aux radars actuels mais peut donner la distance et une direction approximative dans un arc situé de part et d'autre de l'avion. Quand l'avion est à moins de 1,5 km du sous-marin son écho est perdu dans le fouillis d'échos des retours de mer, mais d'ordinaire, à cette distance, l'avion est à vue du sous-marin qui n'a plus qu'à plonger en catastrophe.
Pour éviter cela, le Wing Commander Humphry de Verde Leigh (qui sera décoré par la suite de Ordre de l'Empire britannique, de la Distinguished Flying Cross et de l'Air Force Cross) met au point la Leigh light qui est un très puissant projecteur commandé par le radar ASV. Il permet aux avions équipés de rechercher les sous-marins de nuit. Au début, le radar pilote le projecteur tout en le gardant éteint. Dès que les échos radar se perdent dans le bruit de fond, le projecteur s'allume et le sous-marin, tout à coup baigné dans la clarté, devient très vulnérable. La première attaque parfaitement réussie est menée contre le U–502 le 5 juillet 1942. Rien avant cet éclairage soudain et violent permet au sous-marin de soupçonner qu'il est repéré. C'est ainsi qu'au début, la Leigh light se révèle très efficace, en particulier dans le Golfe de Gascogne.

## Métox

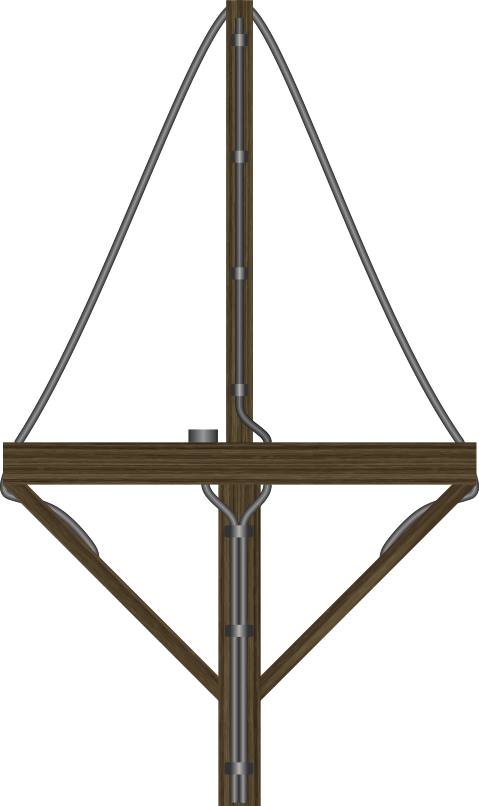
FuMB-1 Métox
Antenne rudimentaire qui se trouvait dans le kiosque du sous-marin et était actionnée à la main.

Le Métox est la réponse des Allemands au radar britannique le rendant totalement inopérant. Le dispositif Métox, dont l'appellation précise est « Funkmessbeobachtungsgerät » (abrégé en FuMB), reçoit les impulsions du radar ASV et les transforme en bips audibles. Il bénéficie de l'avantage classique des détecteurs de radar qui fait qu'ils reçoivent le signal direct, donc relativement puissant, alors que le radar, lui, doit recevoir l'écho extrêmement faible du sous-marin. La plupart des radars augmentent le nombre de pulsations et en diminuent la durée quand on les commute sur une gamme de portée plus courte. Le Métox utilise le fait que quand l'opérateur radar commute la portée de 58 km à 14 km, la fréquence de répétition des impulsions radar de l'émetteur radar est doublée. En effet, le radar ne peut pas détecter un écho qui reviendrait avant la durée d'une demi-impulsion ce qui fait que lorsque le sous-marin est à moins de 14 km l'opérateur est obligé de passer sur une échelle plus courte pour raccourcir la durée des impulsions. Lorsque le Métox commence à faire des bips à deux fois la vitesse, le sous-marin sait qu'il a été détecté. Le temps que l'avion soit à une portée suffisante pour allumer son projecteur le sous-marin est largement en plongée. En plus, de jour, le Métox prévient de l'arrivée d'un avion avant qu'il ne soit à vue.

### Mise en défaut
Finalement, le Métox est mis en défaut par le radar H2S émettant sur 10 cm de longueur d'onde et que le Métox ne pouvait pas détecter. À nouveau, la Leigh light empêche les sous-marins de naviguer en surface de nuit. Même durant la journée, le nouveau radar peut détecter des sous-marins en plongée périscopique ou rechargeant leurs batteries au schnorchel, ce que les radars précédents, opérant sur des longueurs d'onde plus grandes, ne pouvaient pas faire.
Le Métox a été surclassé par le détecteur de radar Naxos qui était capable de détecter des ondes centimétriques.

### Radiations secondaires
La Kriegsmarine découvre que le Metox envoie un rayonnement secondaire qui trahit les sous-marins. Un nouvel appareil, la Punaise est expérimenté : son rayonnement est le 1/5e du Metox. La Punaise est rapidement remplacée par le Naxos qui ne rayonne plus.

## Sources
- (en) Cet article est partiellement ou en totalité issu de l’article de Wikipédia en anglais intitulé « Metox » (voir la liste des auteurs).